# Gurvant
Gurvant (... – 877) fu re di Bretagna, unitamente a Pascweten, conte di Vannes, dall'874 all'876 (o 877).

## Origine
Di Gurvant non si conoscono gli ascendenti si sa solo che era conte, non ereditario, di Rennes.

## Biografia
Di Gurvant si hanno scarse notizie: secondo il cronista franco, Reginone, aveva sposato una figlia del re di Bretagna, Erispoë, che gli aveva dato un figlio maschio di nome, Judicael.
Dopo che il re di Bretagna, Salomone si era rappacificato con i Normanni (infatti secondo gli Annales Bertiniani, Salomone, nel corso dell'874, portò aiuto a Carlo il Calvo che era impegnato a combattere i Normanni, oltre il fiume Meduana), sempre secondo Reginone, venne ucciso da suo genero, Pasquitano o Pascweten, conte di Vannes, e dal genero del suo predecessore, Erispoë, Vurfrando o Gurvant, conte di Rennes, che si divisero il regno tra di loro.
La spartizione del regno tra i due pretendenti, sempre secondo Reginone, non fu facile e Pasquitano o Pascweten, con l'aiuto dei Normani, riuscì ad ottenere la maggior parte del regno.
Gurvant non accettò questa divisione del territorio e, nonostante la defezione di alcuni suoi uomini, continuò a combattere Pasquitano.
Secondo Rosamond McKitterick, i due avversari nel corso dell'876, furono esautorati, ma secondo Reginone Pasquitano morì nel corso di quell'anno e gli succedette il fratello, Alano I il Grande, mentre a Gurvant succedette il proprio figlio, Judicael, dopo la sua morte, nell'877.

## Discendenza
Dalla moglie, la figlia secondogenita di Erispoë, di cui non si conosce il nome, Gurvant ebbe 2 figli:
- Judicael (?-888), che succedette al padre sul trono di Bretagna[1]
- una figlia di cui non si conosce il nome, che, secondo  lo storico francese, Arthur de La Borderie, nel secondo volume del suo Histoire de Bretagne, aveva sposato  il conte Berengario di Bayeux[6].

### Fonti primarie
- (LA)  Monumenta Germanica Historica, tomus I.
- (LA)  Annales Bertiniani.

### Letteratura storiografica
- René Poupardin, I regni carolingi (840-918), cap. XIX, vol. II (L'espansione islamica e la nascita dell'Europa feudale) della Storia del Mondo Medievale, pp. 582–634.
- Louis Halphen, Francia: gli ultimi carolingi e l'ascesa di Ugo Capeto (888-987), cap. XX, vol. II (L'espansione islamica e la nascita dell'Europa feudale) della Storia del Mondo Medievale, pp. 636–661.
- (FR)  Histoire de Bretagne, de l'année 754 a l'année 995 di Arthur Le Moyne de La Borderie.